# Pietro Spirito
Pietro Spirito (Caserta, 1961) è un giornalista e scrittore italiano.
Vive e lavora a Trieste, ove scrive sulle pagine culturali de Il Piccolo. È scrittore, giornalista, e autore di documentari e testi per il teatro. Collabora inoltre con la Rai per programmi radiofonici e televisivi.

## Opere
- L’ultimo viaggio del “Baron Gautsch”, Trieste, Lint, 1999. (Finalista per il reportage narrativo al Premio Onofri)
- Le indemoniate di Verzegnis, Guanda, 2000. (Premio Chianti)
- Speravamo di più, Guanda, 2003, ISBN 9788882462017. (Finalista al Premio Strega 2003[3][4][5]. Premio Feudo di Maida. Premio Triesteartecultura)
- Un corpo sul fondo, Guanda, 2007, ISBN 9788882465858. (Premio Trieste Scritture di Frontiera)
- Il bene che resta, Treviso, Santi Quaranta, 2009.
- L'antenato sotto il mare, Parma, Guanda, 2010.
- Pinocchio cuore di legno, Fernandel, 2011.
- Trieste è un altra, Mauro Pagliai Editore, 2011.
- fotografie di Roberta Radini, Graffits, Edizioni Simone Volpato Studio Bibliografico, 2012.
- Squali! Viaggio nel regno del più grande e temuto predatore di mari, Greco&Greco Editori, 2012.
- fotografie di Roberta Radini, La fabbrica del mare. Al lavoro nel Golfo di Trieste, Edizioni Trart, 2013.
- Nel fiume della notte, Ediciclo editore, 2015.
- Trieste. Una città e la sua anima, Libreria Editrice Goriziana editore, 2017.
- Se fossi padre, Pagliai Editore, 2018.
- editore Marsilio Editori, Il suo nome quel giorno, 2018, ISBN 9788831708760.
- I custodi degli abissi, Ediciclo Editore, 2019.
- Gente di Trieste, Editori Laterza, 2021, ISBN 9788858144657.